# Давилье, Жан-Шарль
Жан-Шарль Давилье, барон (фр. Jean Charles Davillier; 17 марта 1823, Руан — 1 марта 1883, Париж) — французский коллекционер произведений искусства, путешественник и писатель.

## Биография
Жан-Шарль, внук банкира Жана-Шарля-Иоахима Давилье, обладал значительным личным состоянием, позволившим ему собрать коллекцию рукописей, предметов искусства и антикварных изданий, которую он завещал Лувру, Национальной библиотеке Франции и Национальному музею керамики в Севре.
В своем особняке в Париже он принимал многих художников, поэтов и музыкантов того времени. Он сам писал о них рассказы. Для журнала «Вокруг света, Новый журнал путешествий» (Le Tour du Monde, Nouveau Journal des voyages) в 1862 году вместе с Гюставом Доре он предпринял поездку в Испанию. История этого путешествия публиковалась между 1862 и 1872 годами отдельными выпусками, которые были затем сгруппированы в книгу «Путешествие в Испанию» (1875), текст для которой Давилье написал сам. Однако знаменитой книга стала благодаря иллюстрациям, сделанным Гюставом Доре и составляющим наиболее важную часть его творчества, посвящённого испанской корриде. Рисунки, гравюры и литографии на эту тему были объединены в отдельную серию произведений Доре под названием «Тавромахия» (La Tauromachie).
Книга также содержит множество иллюстраций, посвящённых памятникам, достопримечательностям разных мест и популярным литературным персонажам. Жан-Шарль Давилье был одним из первых французских ученых, которые заинтересовались искусством Испании, особенно деревянной расписной скульптурой и испано-мавританской люстровой керамикой. Давилье воспользовался открытием в 1864 году железной дороги между Парижем и Мадридом, чтобы совершать поездки в Испанию и приобретать там произведения искусства. Свои знания об испанской люстровой керамике учёный изложил в книге «История испано-мавританской глиняной посуды с металлическими отблесками» (Histoire des Faïences hispano-moresques a reflés metalliques), опубликованной в 1861 году в Париже.
Давилье также опубликовал в 1879 году работу о ювелирном деле в Испании «Исследования ювелирного дела в Испании в средние века и эпоху Возрождения; неопубликованные документы из испанских архивов» (Recherches sur l’orfèvrerie en Espagne au moyen âge et à la Renaissance; document inédits tirés des archives espagnoles).
После Дени Дезире Риокрё, хранителя Музея керамики в Севре, книга Давилье «История фаянсовой посуды и фарфора из Мустье и Марселя» (Histoire des faïences et porcelaines de Moustiers et Marseille, 1860) сделала его вторым автором, привлёкшим внимание и вызвавшим интерес коллекционеров и публики к керамическому искусству Мустье, которое до того времени было мало известно, поскольку большинство продукции Мустье приписывалось фабрикам Руана.
Давилье скончался в Париже 1 марта 1883 года и был похоронен на кладбище Пер-Лашез (40-й отдел).